# L'École emportée
L'École emportée (漂流教室, Hyōryū Kyōshitsu) est un shōnen manga de Kazuo Umezu, prépublié dans le magazine Weekly Shōnen Sunday de l'éditeur Shōgakukan entre 1972 et 1974 puis publié en onze volumes sortis au Japon entre juin 1974 et mai 1975. La version française a été éditée en six volumes par Glénat Manga entre novembre 2004 et octobre 2005.

## Synopsis
Un matin, une école primaire et tous ses occupants disparaissent mystérieusement dans un vacarme assourdissant. À la place du bâtiment, un trou béant. Élèves et professeurs se retrouvent alors dans un désert hostile et lugubre. Alors que les adultes vont rapidement tomber dans la folie et préférer le suicide et la violence, les enfants vont devoir se débrouiller seuls dans cet univers dangereux.

## Personnages
Shô
Ce petit garçon d'une dizaine d'années et en CM2 vit avec son père et sa mère, avec laquelle il entretient des rapports plutôt conflictuels. Le jour de sa disparition justement, ils viennent de se disputer et Shô refuse de rebrousser chemin quand il s'aperçoit qu'il a oublié l'argent pour la cantine (ce qui l'aurait sauvé). Rapidement, Shô va s'imposer comme le chef naturel des enfants rescapés, il ne manque pas de courage ni d'esprit d'initiative.
Sasa
Fillette de 10 ans, elle est secrètement amoureuse de Shô et est toujours à ses côtés. Sasa et Shô s'improviseront d'ailleurs les « parents » de Yuu pour le consoler de la perte de ses vrais père et mère.
La mère
Elle est complètement désespérée après la disparition de son fils et ne veut pas croire qu'il puisse être mort. Déterminée à le retrouver, elle est prête à tout et est persuadée qu'elle peut aider son enfant. Il est d'ailleurs intéressant de voir le lien entre ce qui se passe du côté de la mère et du côté de Shô.
Ayumi
Fillette handicapée (elle se déplace avec des béquilles). Chaque fois qu'elle est inconsciente, elle permet à Shô de communiquer avec sa mère.
Otomô
Ami puis rival de Shô. Il est amoureux de Sasa.
Yuu
Enfant de 3 ans emporté en même temps que l'école parce qu'il jouait dans le jardin d'enfants à proximité qui accompagne Shô dans ses aventures, à l'accent créole, c'est finalement le seul enfant qui retournera dans le passé.
La fourmi
Une fourmi géante qui attaque les enfants. Elle est issue de l'imagination d'un des élèves. Plus tard, ses petits tuent plus de la moitié d'entre eux. Tous ces monstres disparaissent quand l'enfant, comprenant qu'il ne peut pas contrôler ses cauchemars, se suicide pour sauver Ayumi - sa seule amie.
Les élèves de maternelle
Ces enfants sont effrayés quand ils se rendent compte qu'ils sont seuls dans un monde inconnu. Plusieurs essayent de grimper par-dessus la barrière pour retrouver leurs parents et tombent dans le vide.

## Analyse
Pour Vincent Julé de dBD, la série présente une réflexion sur l'absence d'autorité, à l'image du roman Sa Majesté des mouches de William Golding : « école et île deviennent à la fois des modèles de microsociété et des laboratoires de survie sociale ».

## Liste des volumes
Initialement publié en onze volumes par Shōgakukan entre juin 1974 et mai 1975, le manga est réédité plusieurs fois, notamment au format bunko en six volumes sortis entre juillet 1998 et novembre 1998. La version française, basée sur l'édition bunko, est publiée par Glénat Manga entre novembre 2004 et octobre 2005.
| no | Japonais          | Japonais          | Français         | Français          |
| no | Date de sortie    | ISBN              | Date de sortie   | ISBN              |
| -- | ----------------- | ----------------- | ---------------- | ----------------- |
| 1  | 17 juillet 1998   | 978-4-09-193171-9 | 17 novembre 2004 | 978-2-7234-4772-0 |
| 2  | 17 juillet 1998   | 978-4-09-193172-6 | 23 février 2005  | 978-2-7234-4960-1 |
| 3  | 17 septembre 1998 | 978-4-09-193173-3 | 6 avril 2005     | 978-2-7234-4961-8 |
| 4  | 17 septembre 1998 | 978-4-09-193174-0 | 1er juin 2005    | 978-2-7234-4962-5 |
| 5  | 17 novembre 1998  | 978-4-09-193175-7 | 24 août 2005     | 978-2-7234-4963-2 |
| 6  | 17 novembre 1998  | 978-4-09-193176-4 | 12 octobre 2005  | 978-2-7234-4964-9 |

### Autres éditeurs
- Viz Media : The Drifting Classroom
- Ponent Mon
- China Times Publishing Co.

## Distinction
Le manga reçoit le prix Shōgakukan en 1975.

## Adaptations
Une adaptation en prise de vues réelles est réalisée en 1987 par Nobuhiko Obayashi.
En 2002, une adaptation en drama voit le jour sous le titre Long Love Letter (ロング・ラブレタ).

### Édition japonaise
Shōgakukan (bunko)
1. 1 2  (ja) « Tome 1 ».
2. 1 2  (ja) « Tome 2 ».
3. 1 2  (ja) « Tome 3 ».
4. 1 2  (ja) « Tome 4 ».
5. 1 2  (ja) « Tome 5 ».
6. 1 2  (ja) « Tome 6 ».

### Édition française
Glénat Manga
1. 1 2  « Tome 1 ».
2. 1 2  « Tome 2 ».
3. 1 2  « Tome 3 ».
4. 1 2  « Tome 4 ».
5. 1 2  « Tome 5 ».
6. 1 2  « Tome 6 ».

### Documentation
- Paul Gravett (dir.), « De 1970 à 1989 : L'École emportée », dans Les 1001 BD qu'il faut avoir lues dans sa vie, Flammarion, 2012 (ISBN 2081277735), p. 342.